# Cổng
Một cổng hoặc lối vào là một điểm vào hoặc ra khỏi không gian bị bao quanh bởi các bức tường. Từ này bắt nguồn từ tiếng Na Uy cổ "gat" có nghĩa là đường hoặc lối đi; nhưng các thuật ngữ khác bao gồm yett và port. Khái niệm ban đầu chỉ ám chỉ đến khoảng trống hoặc lỗ trong bức tường hoặc hàng rào, chứ không phải một rào cản đóng lại nó. Cổng có thể ngăn chặn hoặc kiểm soát việc đi vào hoặc ra khỏi người, hoặc chỉ có tính trang trí. Phần di chuyển của một cổng có thể được coi là "cửa", vì chúng được cố định ở một bên trong khi mở và đóng giống như một cánh cửa.
Một cổng có thể có một khóa có thể được nâng lên và hạ xuống để mở hoặc ngăn cản việc xoay của cổng. Hoạt động của cổng có thể được thực hiện tự động hoặc bằng tay. Khóa cũng được sử dụng trên cổng để tăng cường an ninh.

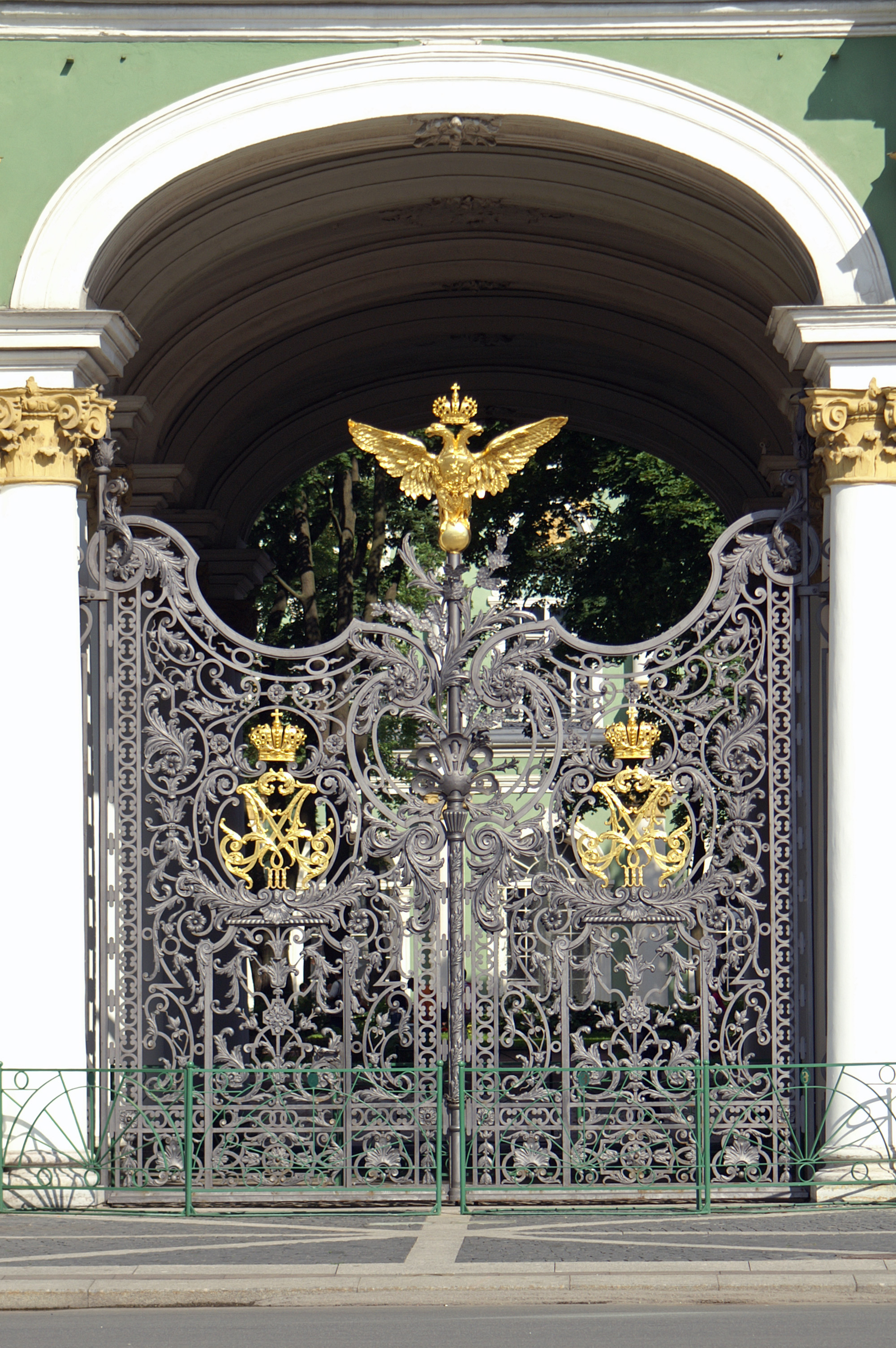
Các cánh cổng thường làm bằng sắt.

Các cổng lớn có thể được sử dụng cho toàn bộ một tòa nhà, như một lâu đài hoặc một thành phố có hệ thống phòng thủ. Các cánh cửa thực tế cũng có thể được coi là cổng khi chúng được sử dụng để chặn đường vào như thường thấy trong một nhà cổng. Ngày nay, nhiều cửa cổng được trang bị các thiết bị tự đóng có thể cải thiện an toàn, an ninh và tiện ích.
Việc chọn một bộ đóng cổng điều khiển là quan trọng để đảm bảo tốc độ đóng cửa nhất quán, cũng như an toàn và an ninh. Một cổng tự đóng có thể giúp ngăn ngừa tai nạn của trẻ em hoặc thú cưng, đặc biệt là xung quanh hồ bơi, spa, bãi biển và bồn tắm nóng. Một cổng tự đóng cũng có thể cải thiện sự an ninh của tài sản bằng cách đảm bảo rằng cổng được đóng và khóa đúng cách. Có nhiều loại bộ đóng cổng khác nhau, bao gồm các thiết bị nhún nhảy tiết lộ, bộ đóng cổng, bản lề nhún nhảy và bản lề tự đóng. Loại bộ đóng phù hợp sẽ phụ thuộc vào trọng lượng và kích thước của cổng, cũng như các yếu tố khác như điều khiển tốc độ, kháng thời tiết và tuân thủ đạo luật về người khuyết tật của Hoa Kỳ (ADA).

## Các loại cổng theo mục đích cụ thể

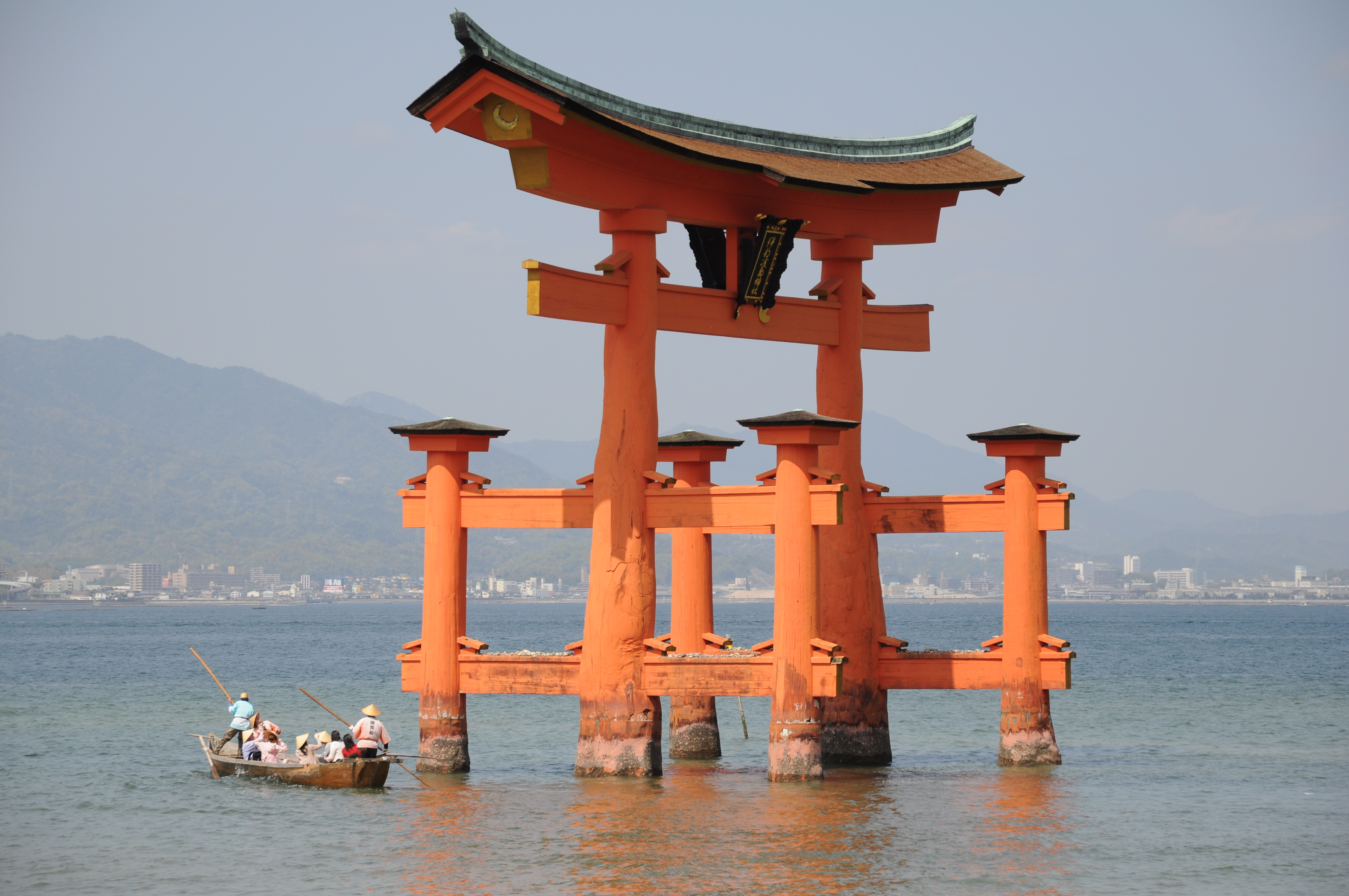
Torii Nhật tại Itsukushima Shrine, một di sản UNESCO tại Nhật Bản, nơi nữ thần Hindu Saraswati được tôn thờ như nữ thần Benzaiten trong đạo Phật-Shinto

- Cổng an toàn trẻ em: một cổng an toàn để bảo vệ trẻ em nhỏ
- Cổng thành phố: cổng của một thành phố có tường bao
- Cổng Hampshire (còn gọi là cổng New Zealand, cổng dây, v.v.)
- Cổng hôn trên lối đi bộ
- Lychgate có mái che
- Mon Tiếng Nhật: cổng. Cổng tôn giáo torii tương tự như pailou (paifang) Trung Quốc, torana Ấn Độ, Paduraksa Indonesia và hongsalmun Hàn Quốc. Mon phổ biến trong khu vườn Nhật.
- Cổng cầu của một lâu đài
- Cổng chặng đua: một cổng được sử dụng làm điểm kiểm tra trên các đường đua.
- Cổng trượt trên lối đi bộ
- Turnstile: cổng xoay
- Watergate của một lâu đài bên cạnh nước điều hướng được thuyền đi
- Cổng trượt tuyết Slalom skiing
- Cổng nhỏ

## Thư viện ảnh

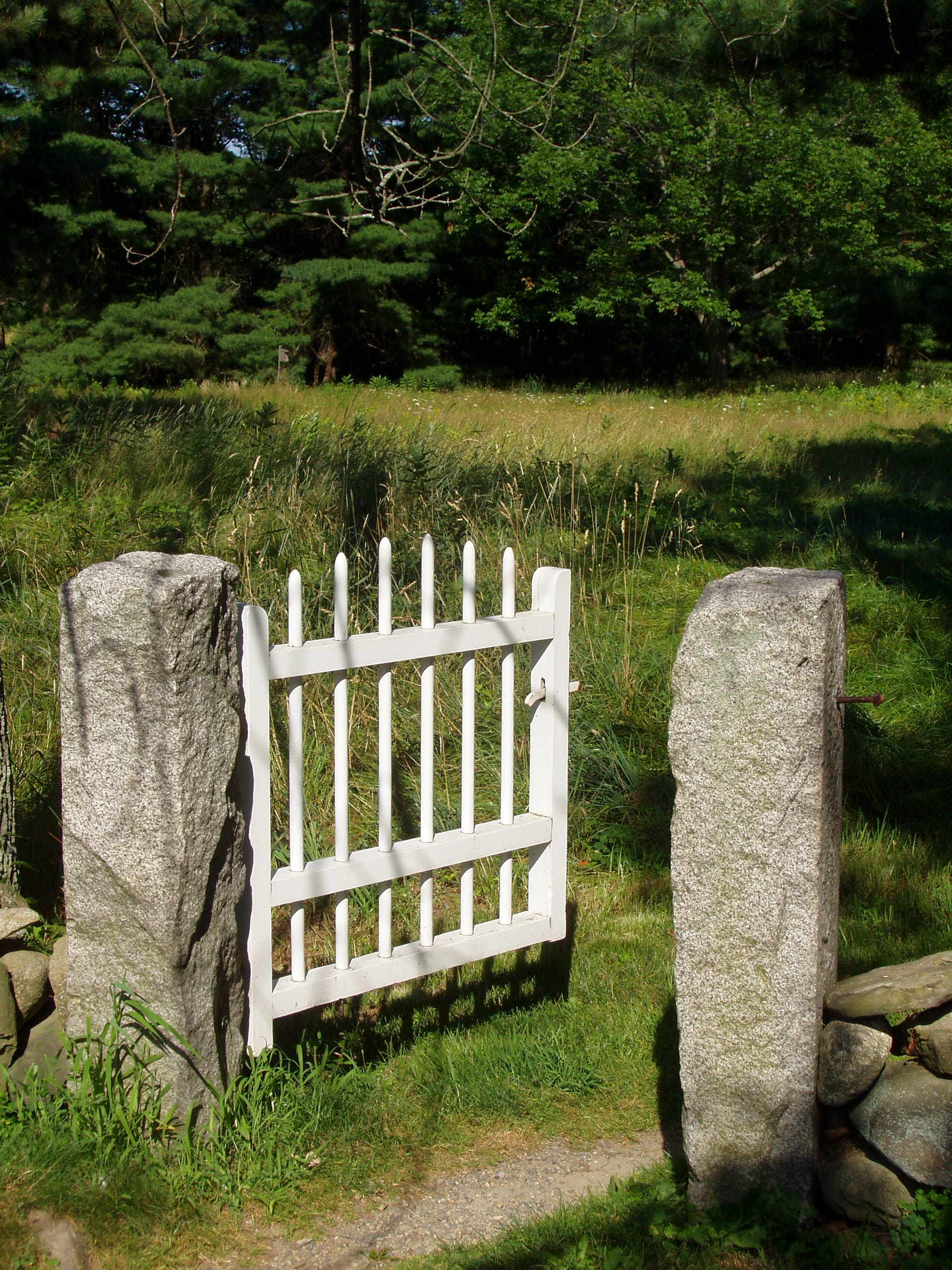
Một cánh cổng nhỏ thanh lịch dẫn đến một con đường có những thảm cỏ.
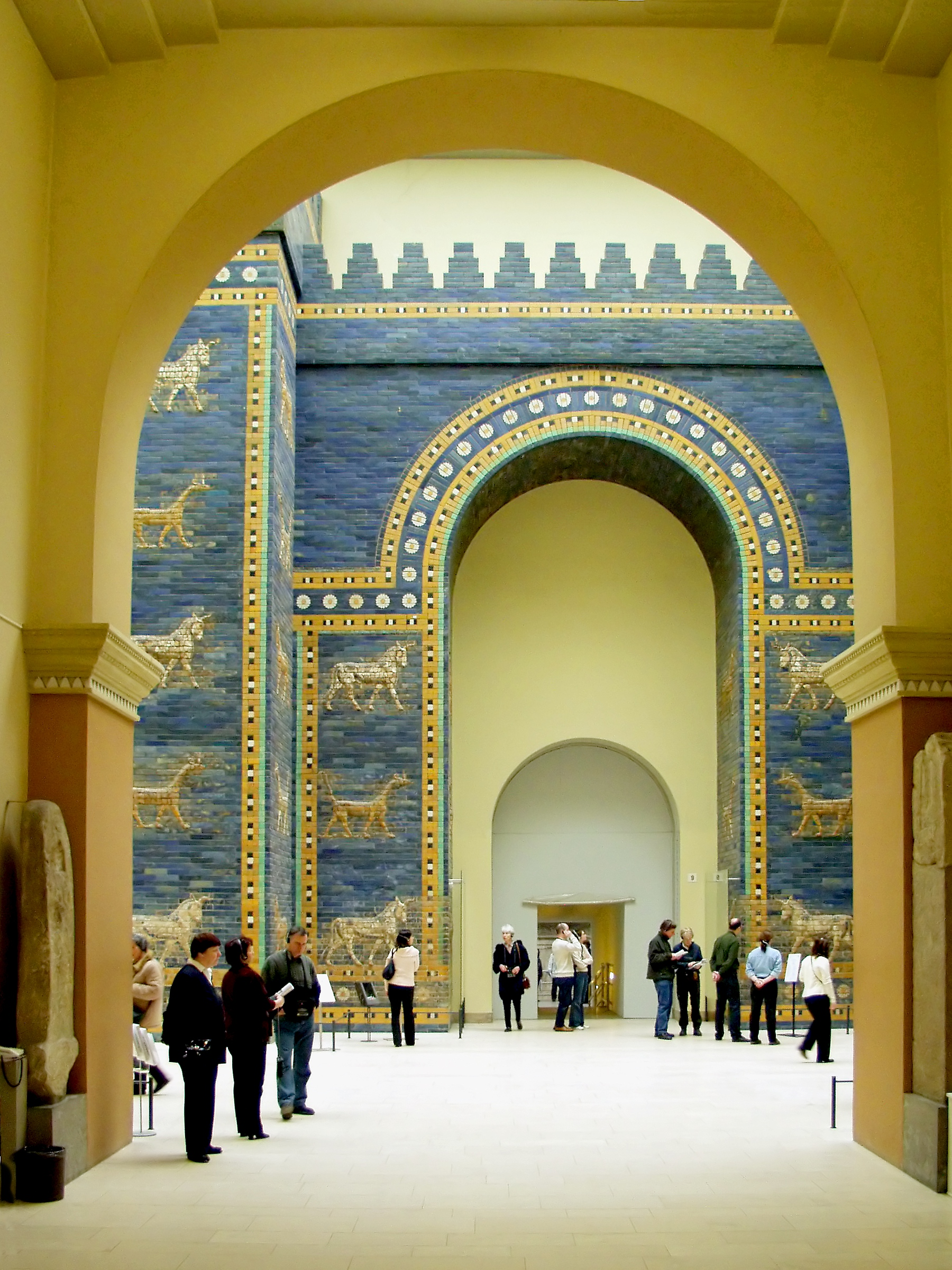
Cổng Ishtar, cổng thành cổ nhất còn tồn tại.
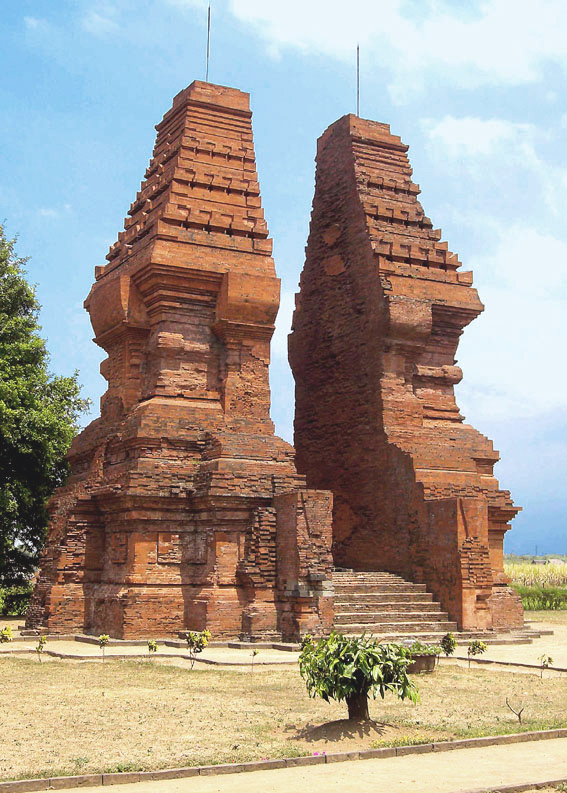
Wringin Lawang ở Trowulan, được xây dựng khoảng thế kỷ 14.
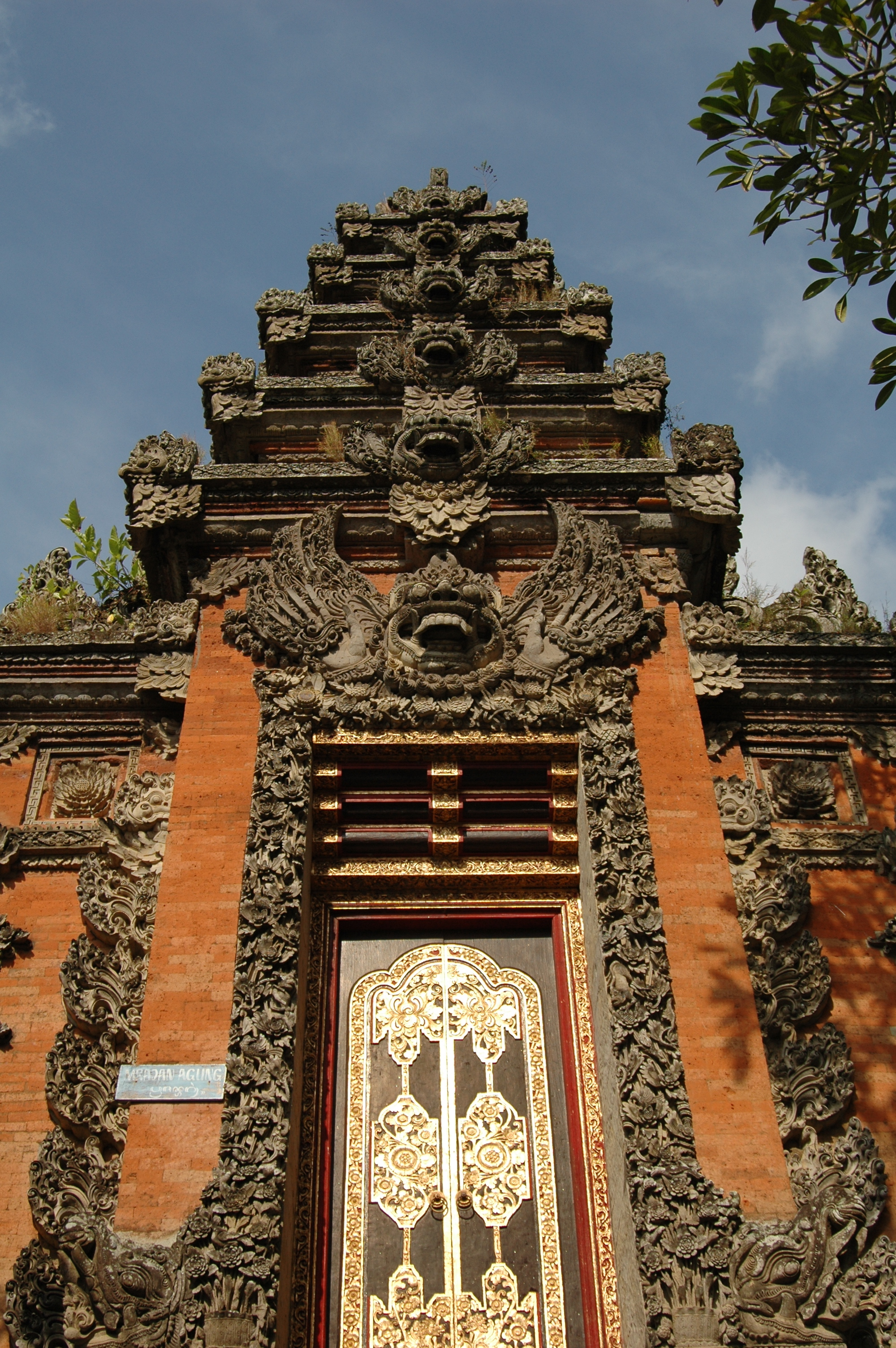
Cổng một ngôi đền của người Bali được trang trí cầu kỳ.
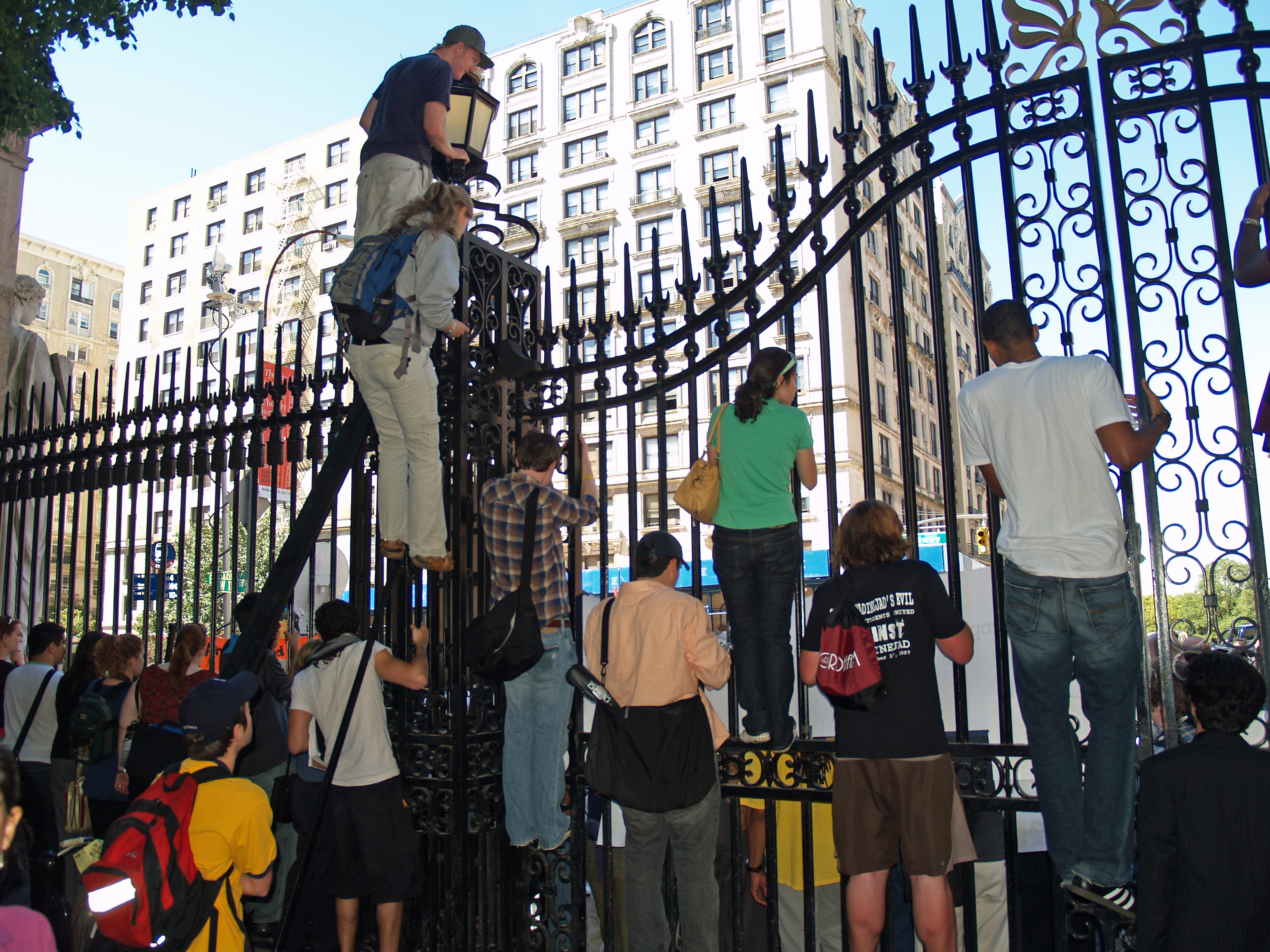
Cánh cổng này tại Đại học Columbia đã được đóng lại để chặn người biểu tình.
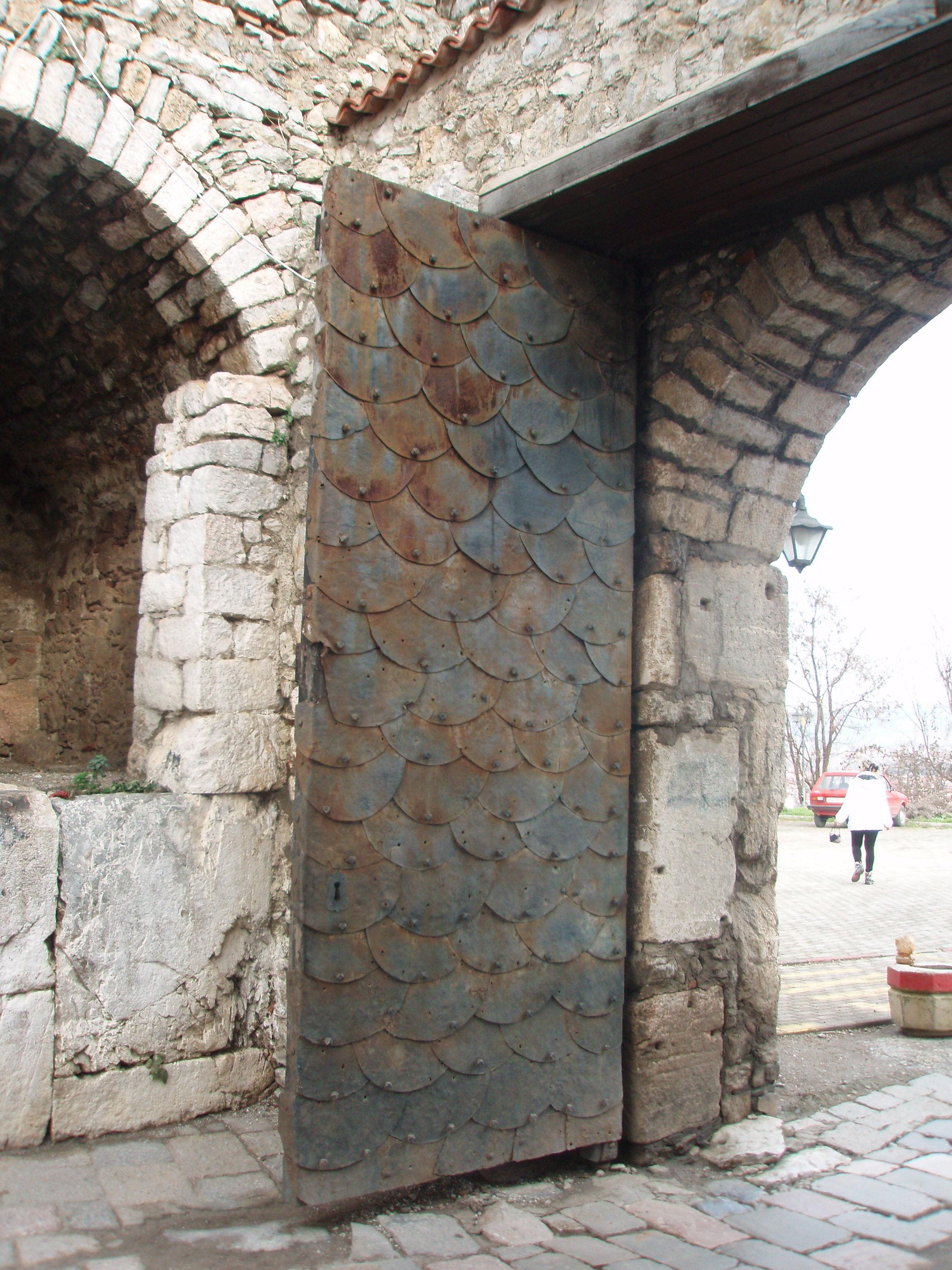
Cổng thành bọc thép từ thời Trung cổ của Upper Gate, thành phố cổ Ohrid.
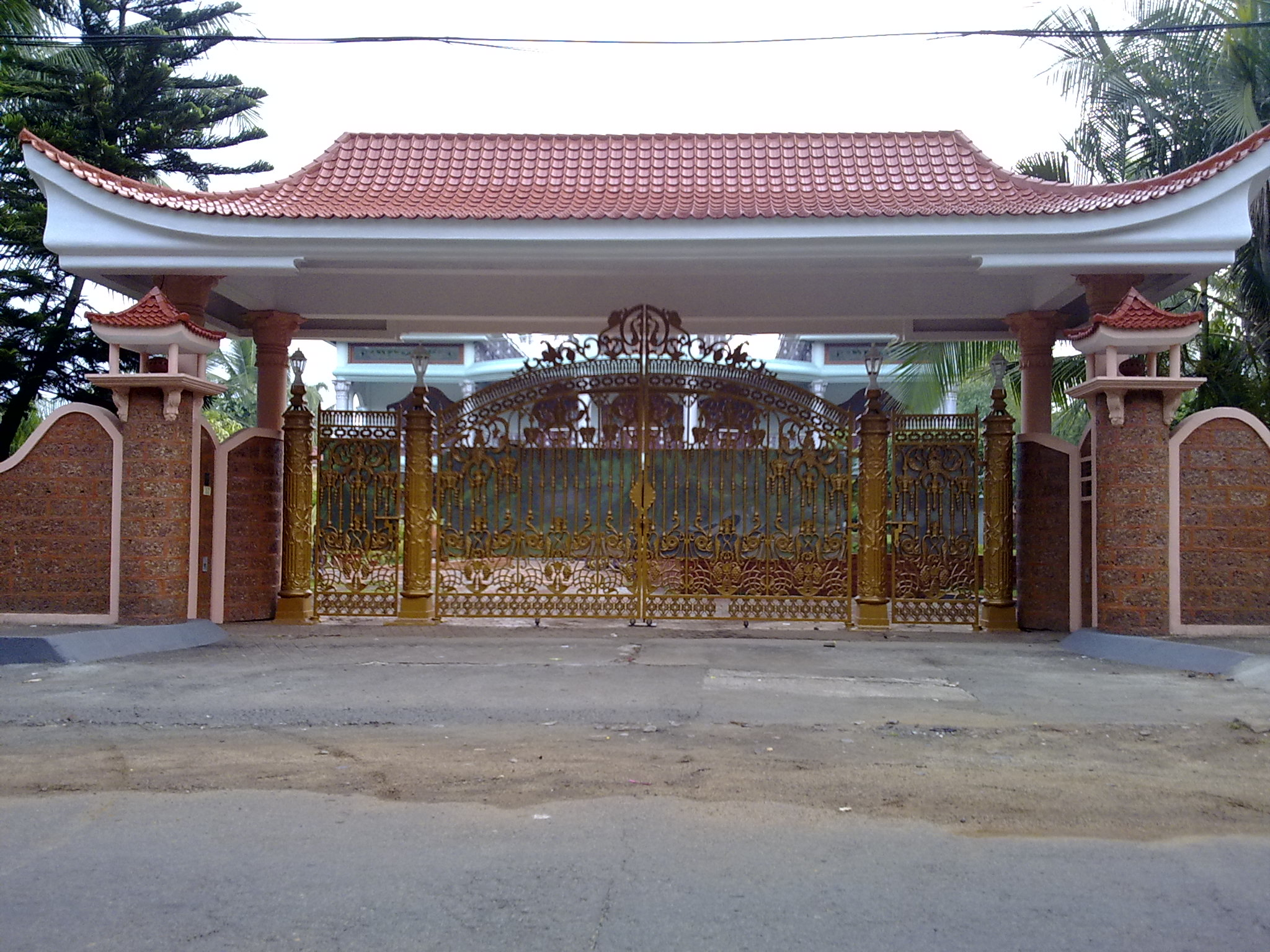
Kiểu cổng truyền thống của Trung Quốc (cổng sắt trước cửa nhà) ở Kerala, Ấn Độ
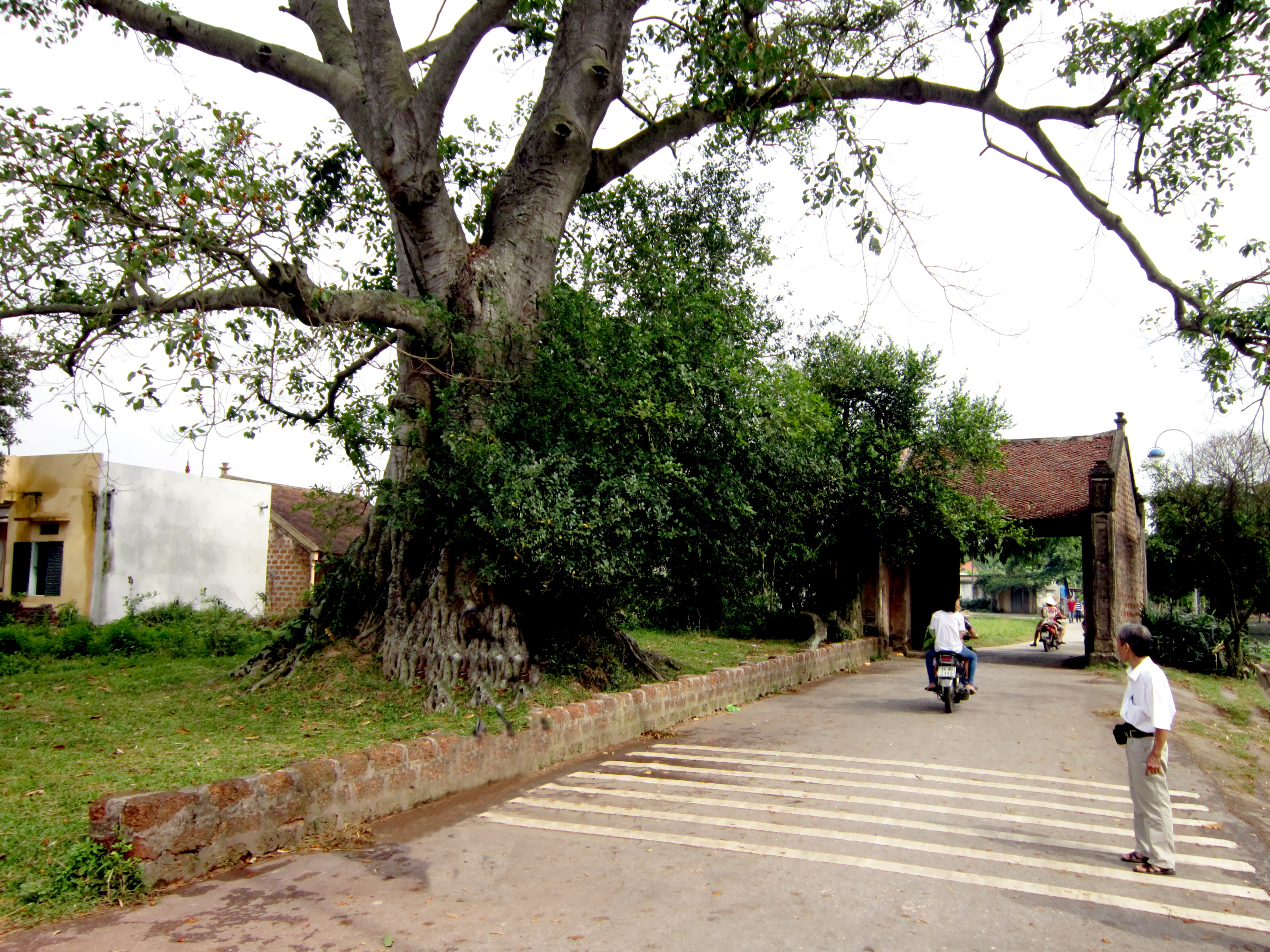
Cổng vào làng cổ Đường Lâm ở thị xã Sơn Tây.